# ネットレーベル一覧
ネットレーベル一覧（ネットレーベルいちらん）は、ネットレーベルの一覧。

## #
- 16次元レコード - 架空のゲームサウンドトラックやFM音源サウンドなど。「ポータブルな電子音」をコンセプトとしている。全てのアルバムがクリエイティブ・コモンズで提供されている。
- 青春不眠 - 日本のネットレーベル。
- 煮印不良品レコーディングス - 電子音楽をリリースする日本のネットレーベル。国内アーティストのみならず、海外のアーティストの作品もリリースしている。

## A
- ALL-UP Diva（オールアップディーバ）-　日本、中国、韓国、台湾、タイ、フィリピンのエモいアジアンミュージックを世界に配信　-2021年設立
- ALTEMA Records
- Anansi
- Autoplate
- Anything Records （エニシングレコーズ） - ナードコアを軸に様々なジャンルをリリースする、日本のネットレーベル。主宰はMO。
- AMART (アマート) - アンビエント/電子音楽を中心に配信している。2013年設立。
- AVRN

## B
- Bump Foot
- Bunkai-Kei records

## C
- Canata Records - ギター・ポップ～インディー・ロック色の強いネットレーベル。

- セラミックレコーズ - 2010年活動開始。ノイズやエレクトロニカからポップスまで多様なリリースを行っている。

- Chill Productions - テクノやアンビエント、トランス等をメインとする。
- CORECO Records -　ロック、ノイズ、エレクトロニカ、フォーク、スカムなどの音楽をリリース。
- Corewatch - 2004年から活動停止中。

## D
- Dousoukai（同窓会） -  バンドサウンドを含めたオルタナティブ・ポップミュージックを提供。
- DFM

## E
- Eerik Inpuj Sound - Proswellによる。実験的電子音楽をメインとする。
- elegirl label - lyrical soundartと銘打って日本とドイツを拠点に活動する。

## F
- FTZ records - Kakkaが主宰する日本のレーベル。2020年2月に設立され、インディーズの基盤となるレーベルを目指して活動している。

## G
- gamamori zone（ガマモリゾーン） - つりてんじょうJr.が主催する日本のネットレーベル。

## H
- Hellven - 1998年より。

## I
- INAGE - 2003年千葉県千葉市稲毛にて設立。西千葉界隈で作られるイナたいディスコミュージックを「イナゲディスコ」と名付けて発表している。
- Intervall-audio

## K
- Kahvi Collective - アンビエント寄りのエレクトロニカ、IDMを中心にリリース。老舗。

## L
- Language Labs - ドラムンベースやブレイクビーツを中心にリリース。
- Local Visions - 捨てアカウントが主催する国内の音楽レーベル。ヴェイパーウェイヴから影響を受けた新しい音楽を精力的に紹介している。
- Lost Architects Records - Eugene Nx が主宰する、日本と香港を拠点とした音楽レーベル。2021年設立、アンビエント、エレクトロ等音楽を中心にリリース
- Lost Frog Productions - ノイズ、スカム、エクスペリメンタル等の作品を中心にリリースする日本のインディペンデントレーベル。1992年設立、2003年よりネットレーベル化。現存する日本最古のネットレーベル。
- Lowfer Records
- Lilium Records - UKハードコア、トランスなどを主軸にハード系な楽曲をリリースしている。

## M
- 迷われレコード - 山岡迷子による日本のネットレーベル。200作品以上の様々な作品をリリースしている。2014年にはフィジカルCDもリリースした。
- Miasmah - Xhaleによる。Merckから今までのリリースをまとめ、CD化したMiasmahというレーベル・サンプラーを発表。
- Monotonik - Internet Archiveのネットレーベルセクションのメンテナンス等も行うSimon Carlessによる。数々のアーティストを輩出。1996年より活動。
- Maltine Records - tomadとsyemが主宰する日本のネットレーベル。2005年に当時高校1年生のtomadにより個人サイトという形で創設された。テクノ, ブレイクビーツ, ブレイクコア, IDM等のジャンルの作品を多数公開している。メジャーレーベルにtofubeats,banvox,sekitova等を輩出した。
- Mash Potato Records - 日本のネットレーベル。テクノ、テックハウス、ミニマル・ミュージック、など四つ打ちをメインとして、他にもユニークな電子音楽を扱う。

## N
- Novier Records（のぶえレコーズ） - 苺ましまろの二次創作楽曲をメインとした日本のレーベル。
- Near Kyoto Records
- Neo A's Records

## O
- Observatory Online
- Omantic Records - 日本のネットレーベル。エレクトテクノという特殊ジャンルを発表。
- OMOIDE LABEL - YZOXが主宰する日本のネットレーベル。DJ MIXやヒップホップなどをリリースしている。
- on sunday recordings - エレクトロニカ、テクノ、アンビエントなどの電子音楽を発信する。

## P
- Pell:Mell Records
- Positive Records - 日本のJ-POP専門ネットレーベルだが、2013年にはインドネシアのバンド・Tokyoliteのリリースも行った。

## R
- Recode - 日本のネットレーベル。2011年5月開始。ビジュアル・ネットレーベルを標榜し、デジタルアートのキャンバス販売を行う。

## S
- Sayonara Records
- Scientific Records - ドラムンベースをメインにリリース。現在活動を停止中。
- Serein - カナダ人のMuhrによるレーベル。エレクトロニカがメイン。
- Strikes Back Records (逆襲レコード) - 様々な楽曲をリリースする日本のネットレーベル。主催者は不明。2010年現在活動停止。

## T
- Tanukineiri Records - 岐阜のレーベル
- TEKKO TEKKO RECORDS - 日本のネットレーベル。HIPHOPが中心。
- Thinner - ドイツ発。2001年よりMP3の配信を開始。
- Tokyo Dawn Records - 1997年から活動。初期はMODによるリリースだったが、MP3、そしてCDへと変遷をし、レコードレーベル化。
- TREKKIE TRAX - 楽曲リリースのほか、所属クルーによるDJでも活動。
- つかさRecords - 『らき☆すた』の登場キャラクター柊つかさをモチーフとした作品を発表。

## U
- U.G.JAMMIX -  テクノ・インダストリアル・ハードテクノ・ストリーミングレーベル

## V
- VENVELLA RECORDS
- viBirth- 日本のレーベル。
- Vol.4 Records - 日本、関西に拠点を置くネットレーベル。エレクトロニカ、IDM等の楽曲のリリースを行う一方、HouseやDubといったジャンルのDJ Mixをリリースする。